# Kevin Cordón
Kevin Haroldo Cordón Buezo (La Unión, 28 de novembro de 1986) é um jogador guatemalteco de badminton bicampeão pan-americano.

## Confrontos vs Oponentes selecionados[2]
- Bao Chunlai 0–1
- Chen Long 1–0
- Peter Gade 0–1
- Joachim Persson 0–1
- Rajiv Ouseph 1–1
- Marc Zwiebler 0–2
- Parupalli Kashyap 0–1
- Taufik Hidayat 0–1
- Sho Sasaki 0–2
- Lee Chong Wei 0–2
- Henri Hurskainen 2–1